# Littlebourne
Littlebourne is een civil parish in het bestuurlijke gebied City of Canterbury, in het Engelse graafschap Kent met 1529 inwoners.